# Star Wars V. rész – A Birodalom visszavág
A Star Wars V: A Birodalom visszavág (eredeti cím: Star Wars Episode V: The Empire Strikes Back, eredeti magyar cím: A Birodalom visszavág, eredeti angol cím: The Empire Strikes Back) 1980-ban bemutatott amerikai film, Irvin Kershner rendezésében. A forgatókönyvet George Lucas története alapján Lawrence Kasdan és Leigh Brackett írta. A Csillagok háborúja-sorozat második filmje, de története alapján ez az ötödik rész, az Egy új remény után és A Jedi visszatér előtt.
Hosszú és fáradságos gyártást követően a film 1980. május 21-én került a mozikba. Kezdetben vegyes kritikákat kapott, de ma már a filmtörténelem legjobb alkotásai között tartják számon. Szerepel az 1001 film, amit látnod kell, mielőtt meghalsz című könyvben.

## Rövid történet
A Halálcsillag elpusztítása után Luke Skywalker, Han Solo, Leia Organa hercegnő és a Lázadó Szövetség menekülni kényszerülnek a Galaktikus Birodalom Darth Vader által vezetett erői elől. Luke elszakad barátaitól és egy félreeső bolygón Yoda jedi mestertől megtanulja használni az Erőt.

## Cselekmény

### Harc a jégbolygón

Birodalmi lépegetők a Hoth bolygón

Az előző epizódban a Lázadó Szövetségnek sikerült megsemmisíteni a Galaktikus Birodalom új csodafegyverét, egy egész bolygó gyors elpusztítására képes Halálcsillagot, ám a Birodalmi Flotta csillagrombolói végigüldözték őket a Galaxison, mígnem nagy részüknek egy embertelen klímájú jégbolygón, a Hothon sikerül elrejtőzniük.
A történet a Halálcsillag elpusztítása után három évvel (3 YU) kezdődik. Palpatine császár és Darth Vader vezetésével a Birodalom bosszút akar állni a lázadókon, és végleg meg akarja semmisíteni őket. Mindenfelé szétküldött kutaszdroidok egyike felfedezi a felkelők rejtett bázisának áramgenerátorait, a birodalmi flotta ezután meglepetésszerű támadást indítva arra kényszeríti a lázadókat, hogy elhagyják bázisukat.

### Luke és Yoda
Luke Skywalker – miután meggyőződött, hogy a lázadó flotta sikeresen elmenekült – a Dagobah rendszer felé indul robotjával, R2-D2-val, hogy folytassa felkészülését Yoda, a legnagyobb jedi lovag irányítása alatt. Meg is találja a mestert, aki Luke-ot szigorú kiképzésben részesíti ("Tedd vagy ne tedd, de ne próbáld!..), és arra is felhívja figyelmét, hogy a sötét oldal megpróbálja majd megnyerni magának. Az egyik ilyen lecke során be kell mennie egy barlangba, mely a Sötét Oldal kisugárzása alatt áll. Figyelmen kívül hagyja Yoda tanácsát, hogy fegyvertelenül lépjen be. A barlangban Darth Vadert találja, és haragosan rátámadva rövid harc után lefejezi. A fejen levő maszk szétnyílik, és Luke saját arcát látja benne: ez egy figyelmeztetés, hogy saját magát kell legyőznie, különben – ha nem vigyáz az érzelmeire – a Sötét Oldal hatalmába fogja keríteni.

### Solóék menekülése
Közben Leia hercegnő, Han Solo, Csubakka és C-3PO droid Vader flottája elől menekül. A bajt az is tetőzi, hogy a hiperhajtómű meghibásodik, ezért nem tudnak fénysebességre felgyorsulva elmenekülni. Végül egy aszteroidamezőben találnak menedéket, pontosabban egy vákuumban is vígan megélő gigászi űrféreg bendőjében, ahonnan – a birodalmi bombázás, illetve az ott élő szárnyas lények, a mynockok miatt – sietősen távoznak. Majd végső elkeseredettségükben látszólag megtámadják a hajójuknál ötvenszer nagyobb csillagrombolót, és rákapcsolódnak az anyahajó hídjának falára, ahol nem érzékelik őket a birodalmi szenzorok. Menekülésükért újabb flottatiszt esik áldozatul Darth Vader szigorának: Needa kapitány. Birodalmi előírás szerint hiperugrás előtt megválnak a hulladékoktól, ezek között a Millennium Falcon remekül elrejtőzik. Majd a Bespin bolygó felé indulnak, ahol Solo barátja, Lando Calrissian báró székel. Sajnos egy Boba Fett nevű fejvadász rájön a Millennium Falcon menekülési útjára, és elefántfejre emlékeztető alakú űrhajóján, a SLAVE-1-en követi a menekülőket.

### A felhővárosban
A Millennium Falcon megérkezik a Bespinre, illetve a légkörében lebegő Felhővárosba, ahol Lando Calrissian már várja őket és rendelkezésükre bocsátja műszaki csoportját, hogy helyrehozzák a Falcon hiperhajtóművét. C-3PO szerencsétlen módon Boba Fett-be botlik, aki szétlövi a droidot, nehogy felfedje ottlétük titkát. Csubakka rátalál C-3PO darabjaira vendéglátójuk olvasztókamrájában. Leia hercegnőt és „kíséretét” Calrissian csapdába csalja. Solót Vader megkínoztatja. Csubakka a börtöncellában elkezdi C-3PO összerakását. Hogy Skywalkert élve a Császár színe elé vihesse, Vader működésbe helyezi a tibannagáz-bányászattal foglalkozó város egyik eszközét, a karbonitfagyasztót, de mivel nem tudják, ez alkalmas-e élő szervezet hibernálására, Vader kipróbáltatja Solo kapitányon. Solo túléli a fagyasztást, a testét magába foglaló karbonittömböt pedig átadják Boba Fettnek, aki Jabbához indul vele. Vader azt parancsolja Calrissiannak – megszegve eredeti megállapodásukat –, hogy vigye Leiáékat a birodalmi zászlóshajóra, és egy rohamosztagot hagy a városban. Lando ekkor már tudja, hogy a Birodalom átvette Felhőváros irányítását, és új elhatározásra jut: megakadályozza Leiáék átadását, majd megpróbálják Han Solót megmenteni – de elkésnek. Azonban sikerül feljutniuk a Falconra, és elmenekülnek.

### Apa és fia
Luke Skywalker időközben megérkezik Felhővárosba, és Leia kétségbeesett figyelmeztetése ellenére szembeszáll Vaderrel. Éppen csak túléli az összecsapást: Vader levágja jobb kézfejét, de nem öli meg. A fénykarddal vívott párbaj közben az is kiderül, miért nem. Vader Luke arcába vágta: „Obi-Wan sohasem mondta el, mi történt apáddal!" Luke válasza: ,,Épp eleget mondott. Elmondta, hogy te ölted meg!" Vader reakciója: ,,Nem. Én vagyok az apád!”
Luke, menekülve a Sötét Oldal és az imént megtudott igazság elől, leveti magát Felhőváros „tőkesúlyának” mélyébe. Az egyik szellőzőakna beszippantja testét, és Luke egy törékeny antennán köt ki. Utolsó erejével Leiát szólítja. Leia megérzi Luke hívását, visszafordulnak, és kimentik őt szorult helyzetéből. Vader elől azonban nem tudnak megszökni, mert bár a hiperhajtóművet rendbehozták Lando technikusai, Vader azt a tudtuk nélkül kikapcsoltatta.

### Sikeres szökés
R2-D2 azonban kinyerte ezt az információt Felhőváros számítógépeiből, és bekapcsolja a hiperhajtóművet, így megmenti a felkelőket attól, hogy Vader karmai közé kerüljenek. A lázadók gyülekezési pontján Luke műkezet kap, Csubakka és Lando Boba Fett után indulnak.

## Filmforgatás
Az 1977-ben bemutatott Csillagok háborúja film minden várakozást felülmúlt – a vártnál sokkal nagyobb bevételt hozott, forradalmasította a filmipart és óriási kulturális visszhangja lett. A rendező, George Lucas, megragadta az alkalmat, hogy függetlenítse magát a hollywoodi filmipartól, és A Birodalom visszavágot kölcsönökből, valamint az előző rész bevételeiből finanszírozta. Lucast teljesen lefoglalta más filmjeinek produkciója, a vizuális effektekkel foglalkozó Industrial Light & Magic (ILM) cégének irányítása és a pénzügyek felügyelete, ezért úgy döntött, hogy nem saját maga fogja rendezni A Birodalom visszavágot. A rendezői széket Irvin Kershnernek, korábbi egyetemi professzorának ajánlotta fel. Kershner kezdetben visszakozott, de ügynöke javaslatára elfogadta a munkát. Lawrence Kasdant és Leigh Brackettet bízták meg a forgatókönyv megírásával Lucas eredeti története alapján. Brackett 1978 februárjára elkészítette a forgatókönyv első vázlatát, mielőtt egy hónappal később rákban elhunyt volna. Lucas maga írta meg a másodikat, mielőtt megbízta volna Kasdant, az Indiana Jones-sorozat Az elveszett frigyláda fosztogatói című epizódjának forgatókönyvíróját.
A Csillagok háborúja megjelenése után az addig gondokkal küszködő ILM hirtelen meggazdagodott és a kaliforniai Marin megyébe helyezték át székhelyét. A Birodalom visszavág teljesen új kihívást jelentett a cégnek. Az első filmben főként űrcsatákat láthattak a nézők, de A Birodalom visszavágban egy jégbolygói ütközet és egy felhők között lebegő város is helyet kapott. A Hoth jégbolygón vívott csatát először két háttérrel akarták leforgatni. Helyettük inkább művészeket béreltek fel, akik megalkották a havas díszletet, a hatalmas birodalmi lépegetőket pedig stop-motion animációs technológiával vágták bele a filmbe. A vizuális effektekért felelős Phil Tippett elmondása szerint a lépegetők az első tervek szerint nagy, páncélozott, kerekes járművek lettek volna. Többek szerint végső kinézetüket részben az oaklandi kikötő daruinak köszönhetik, bár ezt Lucas tagadja.
Yoda Jedi mester vászonra vitelénél Stuart Freeborn saját arcát használta alapként, majd hozzáadta Albert Einstein ráncait, hogy a karakter külseje kivételes intelligenciáról árulkodjon. A Dagobah díszleteit másfél méterrel a talaj fölé építették, így a bábjátékosok alulról mozgathatták Yoda bábuját. Ez a beállítás problémát jelentett a Yoda hangját kölcsönző Frank Oznak, aki nem hallotta a stábot és Mark Hamillt felülről. Hamill később elmondta: megrémítette az, hogy hónapokig ő volt az egyetlen emberi karakter a jelenetekben; jelentéktelennek érezte magát a számtalan állat, gép és mozgó kellék között. A rendező megdicsérte Hamillt a teljesítményéért.

## A közönség reakciója
Sokak szerint ez a legjobb rész a trilógiából, mert hiányoznak belőle a túljátszott jelenetek az Egy új reményből és nem annyira „édes”, mint A Jedi visszatér rész. Ugyanakkor – ahogy George Lucas a filmtrilógia felújított változata elején található interjúban elmondta, szándékosan – „a legsötétebb és hangulatilag a legmélyebb pontja” a Csillagok háborúja mondának.
A hat részből ez az egyetlen, melyben nem hal meg kiemelkedő szereplő.

## Érdekesség
A film készítésekor nagy titokban tartották, hogy Darth Vader Luke Skywalker apja. Ezt a Luke-ot játszó színésznek (Mark Hamill) sem mondták meg, hogy meglepetése élethűbb legyen. A Darth Vader hangját eljátszó színész is csak az utolsó pillanatban kapta meg az igazi szöveget.

## Szereplők
| Szereplő             | Színész                                                                                               | Magyar hang            | Magyar hang            | Magyar hang                                                                      |
| Szereplő             | Színész                                                                                               | 1. szereposztás (1982) | 2. szereposztás (1995) | 3. szereposztás (1997)                                                           |
| -------------------- | --- | ---------------------- | ---------------------- | -------------------------------------------------------------------------------- |
| Luke Skywalker       | Mark Hamill                                                                                           | Szatmári György        | Stohl András           | Stohl András                                                                     |
| Han Solo             | Harrison Ford                                                                                         | Téri Sándor            | Csernák János          | Csernák János                                                                    |
| Leia hercegnő        | Carrie Fisher                                                                                         | Bencze Ilona           | Kovács Nóra            | Kovács Nóra                                                                      |
| Darth Vader          | David Prowse, James Earl Jones (hang)                                                                 | Nagy Attila            | Hollósi Frigyes        | Kránitz Lajos Hollósi Frigyes (a bluray változat betoldott párbeszédeiben, 2011) |
| Lando Calrissian     | Billy Dee Williams                                                                                    | Ujréti László          | Gesztesi Károly        | Gesztesi Károly                                                                  |
| C-3PO                | Anthony Daniels                                                                                       | Szatmári István        | Maros Gábor            | Maros Gábor                                                                      |
| R2-D2                | Kenny Baker                                                                                           | eredeti hang           | eredeti hang           | eredeti hang                                                                     |
| Csubakka             | Peter Mayhew                                                                                          | eredeti hang           | eredeti hang           | eredeti hang                                                                     |
| Yoda                 | Frank Oz mozgatója és hangja                                                                          | Tyll Attila            | Szuhay Balázs          | Szuhay Balázs                                                                    |
| Boba Fett            | Jeremy Bulloch, Jason Wingreen (eredeti hang), Temuera Morrison (hang a 2004-es különleges kiadásban) | Kiss Gábor             | Csuja Imre             | Salinger Gábor                                                                   |
| Piett admirális      | Kenneth Colley                                                                                        | Perlaki István         | Juhász György          | Lux Ádám                                                                         |
| Obi-Wan "Ben" Kenobi | Alec Guinness                                                                                         | Bács Ferenc            | Szabó Ottó             | Szabó Ottó                                                                       |
| Wedge Antilles       | Denis Lawson                                                                                          | Dobránszky Zoltán      | Orosz István           | Galbenisz Tomasz                                                                 |
| 2-1B                 | Denny Delk                                                                                            | Azonosítatlan          | Azonosítatlan          | Varga Tamás                                                                      |
| Palpatine uralkodó   | Clive Revill (hang) Ian McDiarmid (a 2004-es különleges kiadásban)                                    | Versényi László        | Antal László           | Reviczky Gábor                                                                   |
| Narrátor             | - | Varga T. József        | Mádi Szabó Gábor       | Mádi Szabó Gábor                                                                 |

## Magyarországi bemutatója
A Csillagok háborúja második részét, A Birodalom visszavágot 1982. január 28-án vetítették először magyar mozik. Szintén a Mokép forgalmazta, amiképp a Csillagok háborúját. A régi trilógia közül egyedül a Birodalom visszavág volt az a rész, melyet már mozipremierje idején szinkronosan vetítettek. Kevéssé ismert, hogy az 1980-as évek közepén a Mokép megjelentette kölcsönzői VHS-en A Birodalom visszavágot és ezzel megelőzte a Guild Home Video-s kiadást. Amiképp a mozivetítésnél, csak ez a rész létezik Mokép VHS-en, a kiadványra a teljesen eredeti (szélesvásznú) mozikópia, ill. az eredeti magyar szinkron került. A Magyar TV levetítette az 1980-as évek vége felé, az eredeti szinkronnal, viszont megcsonkolt kópiával. 1993 elején a Guild Home Video kiadta VHS kazettán, amelyre szintén a régi magyar szinkron és egy teljes képernyős kópia került. A kiadvány leginkább a videótékákban volt elérhető.
1995 októberében az InterCom Zrt. kiadta a trilógia "lakossági verzióját", a THX-es digitálisan felújított változatot, azonban erre a kazetta kiadványra már egy új "egységes" szinkront készítettek. 1997-ben pedig jött a díszdobozos, speciális VHS változat (kiadó: InterCom), mely már bővített jeleneteket tartalmazott, ez volt a Special Edition. Ebből kétféle változat is került a boltok polcaira. Az egyik (aranydobozos) volt a szinkronos változat, immáron egy harmadik szinkronnal, a másik (ezüst) volt a feliratos, szélesvásznú verzió.
2000-ben még egy fehér díszdobozos VHS kiadvány is napvilágot látott, azonban ez a kiadás megegyezett a '97-es ezüstdobozos változattal. A Csillagok háborúját a 2000-es évek elején sugározta először az RTL Klub kereskedelmi tv-csatorna. Itt már a speciális változatot vetítették a harmadik magyar szinkronnal. 2004-ben jelent meg először Magyarországon a Star Wars Trilógia DVD-n az InterCom kiadásában, amelyre már tökéletes kép- és hangminőség került. Azonban egyik magyar szinkron sem kapott helyet a DVD-lemezeken, feliratot illesztettek a szélesvásznú kópiákra. 2011-ben megjelent a bluray kiadás, melyhez az 1997-es szinkront használták fel, némi utólagos betoldással az Uralkodó és Darth Vader jelenetének megváltoztatása miatt.
A film magyar címváltozatai:
- A Birodalom visszavág – az 1995-ig forgalmazott kiadásokban, illetve az 1997-es speciális változat VHS-borítóján (megjegyzés: az 1982-es mozis szinkronban nem volt bemondott cím).
- Csillagok háborúja V. epizód: A Birodalom visszavág – az 1997-es speciális változat szinkronjának bemondott címe.
- Star Wars V. rész: A Birodalom visszavág – a DVD- és bluray kiadások borítóján, valamint a 2015-ben az AXN és Viasat 3 által műsorra tűzött változat magyar feliratos bevezetőjében.

## Díjak és jelölések
Oscar-díj (1981)
- díj: legjobb hang – Steve Maslow, Peter Sutton, Bill Varney, Gregg Landaker
- díj: speciális teljesítményért járó díj – Bruce Nicholson, Dennis Muren, Richard Edlund, Brian Johnson – "vizuális effektek"
- jelölés: legjobb látványtervezés – Norman Reynolds, Michael Ford, Alan Tomkins, Harry Lange, Leslie Dilley
- jelölés: legjobb eredeti filmzene – John Williams

Golden Globe-díj (1981)
- jelölés: legjobb eredeti filmzene – John Williams

## Televíziós megjelenések
- RTL Klub, Film+, AXN, AXN Black, Viasat 3 (3. szinkron)

## Irodalmi alapanyag magyarul
- Donald F. Glut: A Birodalom visszavág. Tudományos fantasztikus regény; ford. Gömöri Péter; Kozmosz Könyvek, Budapest, 1981 (Kozmosz fantasztikus könyvek)
- Donald F. Glut: A Birodalom visszavág; ford. Gömöri Péter; 3. átdolg., jav. kiad.; Valhalla Páholy, Budapest, 1993
- Star wars, 1-3.; Lap-ics, Debrecen, 1997 
  - 3. A Birodalom visszavág; szöveg George Lucas alapján Donald F. Glut, forgatókönyv Leigh Brackett, Lawrence Kasdan

## Lásd még
- A Csillagok háborúja dátumai